# NGC 6129
NGC 6129 ist eine elliptische Galaxie vom Hubble-Typ E0 im Sternbild Nördliche Krone. Sie ist schätzungsweise 450 Millionen Lichtjahre von der Milchstraße entfernt und hat einen Durchmesser von etwa 150.000 Lichtjahren. Vom Sonnensystem aus entfernt sich die Galaxie mit einer errechneten Radialgeschwindigkeit von näherungsweise 9.900 Kilometern pro Sekunde.
Gemeinsam mit PGC 57915 bildet sie das gravitativ gebundene Galaxienpaar Holm 741.
Das Objekt wurde am 30. Mai 1791 von Wilhelm Herschel mit einem 18,7-Zoll-Spiegelteleskop entdeckt, der sie dabei mit „eF, vS, R, lbM“ beschrieb.

## Galaktisches Umfeld
| Nr. | Galaxie                 | Alternativname            | Rek           | Dek           | Distanz/asec |
| --- | ----------------------- | ------------------------- | ------------- | ------------- | ------------ |
| →   | NGC 6129                | LEDA/PGC 57920            | 16h21m43.266s | +37d59m45.73s | 0            |
| 1   | LEDA/PGC 57915          | NSA 54197                 | 16h21m33.891s | +38d00m30.85s | 119.64       |
| 2   | 2MASX J16214599+3756483 | WISEA J162145.99+375648.4 | 16h21m45.986s | +37d56m48.32s | 180.30       |
| 3   | LEDA/PGC 2115383        | 2MASX J16220301+3800158   | 16h22m03.080s | +38d00m17.70s | 236.38       |
| 4   | 2MASX J16220555+3800098 | WISEA J162205.58+380009.8 | 16h22m05.528s | +38d00m09.97s | 264.31       |
| 5   | LEDA/PGC 2115247        | NSA 146936                | 16h22m06.494s | +37d59m59.64s | 274.82       |
| 6   | LEDA/PGC 2117240        | 2MASX J16212458+3804334   | 16h21m24.648s | +38d04m33.51s | 362.92       |
| 7   | NSA 54196               | WISEA J162122.75+380426.7 | 16h21m22.694s | +38d04m26.81s | 371.56       |
| 8   | LEDA/PGC 2116125        | NSA 54194                 | 16h21m08.762s | +38d02m00.05s | 429.29       |
| 9   | LEDA/PGC 2117739        | WISEA J162113.36+380545.6 | 16h21m13.358s | +38d05m45.80s | 504.48       |
| 10  | LEDA/PGC 2111372        | NSA 54154                 | 16h21m30.328s | +37d51m34.12s | 514.82       |
| 11  | LEDA/PGC 2112654        | 2MASX J16221968+3754218   | 16h22m19.687s | +37d54m21.82s | 539.01       |
| 12  | LEDA/PGC 2118969        | 2MASX J16212415+3808354   | 16h21m24.124s | +38d08m35.27s | 575.74       |
| 13  | LEDA/PGC 3498389        | 2MASX J16221410+3750098   | 16h22m14.086s | +37d50m09.78s | 681.74       |
| 14  | LEDA/PGC 3498453        | NSA 54206                 | 16h22m48.006s | +38d02m03.48s | 777.39       |
| 15  | LEDA/PGC 2118498        | NSA 54208                 | 16h22m41.410s | +38d07m31.00s | 829.41       |